# Tropophleba varians
Tropophleba varians är en tvåvingeart som beskrevs av Schmitz 1929. Tropophleba varians ingår i släktet Tropophleba och familjen puckelflugor. Inga underarter finns listade i Catalogue of Life.